# Матвеенко, Валерий Павлович
Вале́рий Па́влович Матвее́нко (род. 9 февраля 1948, г. Кизел Молотовской области) — советский и российский учёный-механик, доктор технических наук (1987), профессор (1992), академик РАН (2003), директор Института механики сплошных сред УрО РАН (с 1993), научный руководитель Пермского федерального исследовательского центра УрО РАН (с 2017), заведующий кафедрой «Динамика и прочность машин» Пермского политехнического университета (с 2013).
Заместитель академика-секретаря, руководитель секции «Механика» Отделения энергетики, машиностроения, механики и процессов управления РАН (с 2017), член Президиума и заместитель председателя УрО РАН (с 2008).

## Биография
Родился 9 февраля 1948 г. в г. Кизеле Пермской области в рабочей семье участника Великой Отечественной войны Павла Яковлевича Матвиенко. Среднюю школу окончил в Березняках.
В 1972 году окончил Пермский политехнический институт (кафедра «Динамика и прочность машин»). Основная научная деятельность с 1972 года связана с Институтом механики сплошных сред, который до 1980 года был Отделом физики полимеров Уральского научного центра АН СССР, с 2014 года стал филиалом Пермского федерального исследовательского центра Уральского отделения РАН. Окончил заочную аспирантуру по специальности «Механика деформируемого твердого тела» в Московском институте электрического машиностроения. Занимал должности инженера, младшего научного сотрудника Отдела физики полимеров, старшего научного сотрудника, учёного секретаря, заведующего лабораторией, заместителя директора по научной работе Института механики сплошных сред. В 1993 году был избран директором ИМСС УрО РАН, а в 2000 году — председателем Пермского научного центра УрО РАН. С 2017 г. — научный руководитель Пермского федерального исследовательского центра УрО РАН.
В 1978 году защитил кандидатскую («Оптимизационный, деформационный и динамический расчет вязкоупругого осесимметричного тела со смешанными условиями на границе»), в 1987 г. — докторскую диссертации по механике деформируемого твердого тела. В 1988 г. ему присвоено звание профессора[уточнить]. 30 мая 1997 года избран членом-корреспондентом Российской академии наук по Отделению проблем машиностроения, механики и процессов управления, а 22 мая 2003 году — академиком РАН. С 2011 года — академик Европейской академии наук.
С 2004 по 2016 год заведовал кафедрой «Механика сплошных сред и вычислительных технологий» механико-математического факультета Пермского университета, а с 2013 года — заведующий кафедрой «Динамика и прочность машин» Пермского национального исследовательского политехнического университета.
С 2002 по 2017 гг. — член Президиума РАН. С 2017 г. — заместитель академика -секретаря, руководитель секции «Механика» Отделения энергетики, машиностроения, механики и процессов управления РАН. Член Президиума Российского национального комитета по теоретической и прикладной механике.
Председатель Объединённого учёного совета УрО РАН по междисциплинарным проблемам, член Объединённого учёного совета УрО РАН по математике, механике и информатике, член Научных советов РАН по механике деформируемого твёрдого тела и по механике конструкций из композиционных материалов, главный редактор журналов «Вычислительная механика сплошных сред» и «Вестник Пермского федерального исследовательского центра УрО РАН». Член редколлегий ряда научных журналов.

## Научная деятельность
Область научных интересов В. П. Матвеенко — механика деформируемого твёрдого тела: несимметричная теория упругости, теория вязкоупругости, аэроупругость, электровязкоупругость, термомеханика материалов и полимерных конструкционных материалов при наличии релаксационных и фазовых переходов, численные методы, оптимизация, инженерные приложения механики деформируемого твёрдого тела, колебание и устойчивость деформируемых тел, механика smart-материалов, мониторинг поведения деформируемых систем.
Активный участник работ, связанных с постановкой и решением задач механики полимерных и композиционных материалов с учётом химических процессов, протекающих в материалах на стадии их формирования в различные изделия. Результатом этих исследований явилась возможность моделирования термомеханического поведения рассматриваемых материалов от момента жидкой фазы до твёрдого состояния с оценкой формоизменения конструкций и уровня остаточных напряжений при полимеризации, кристаллизации и стекловании.
Провёл большую организационную работу по становлению Института механики сплошных сред УрО РАН, развитию его вычислительной, экспериментальной и производственной базы.
Автор более 250 научных публикаций. Под его руководством подготовлено 16 кандидатов наук.

## Основные работы
- Методы прикладной вязкоупругости. Екатеринбург, 2003 (в соавт.);
- Параметрическое исследование аналитических решений одно- и двумерных задач в несимметричной теории упругости // Zeitschrift für Angewandte Mathematik und Mechanik. 2003. Bd 83. № 4;
- Численное исследование влияния граничных условий на динамику поведения цилиндрической оболочки с протекающей жидкостью // Известия РАН. Механика твёрдого тела. 2008. № 3 (в соавт.).

## Награды
- Медаль «За трудовую доблесть» (1986)
- Орден Почёта (1998)
- Лауреат Государственной премии Российской Федерации в области науки и техники (1999)
- Нагрудный знак «Золотой герб Пермской области» (2005)
- Орден «За заслуги перед Отечеством» IV степени (2008)
- Строгановская премия за достижения в области науки и техники (2012)
- Медаль имени профессора Н. Е. Жуковского (2016)
- Золотая медаль имени академика С. В. Вонсовского (УрО РАН, 20 февраля 2020) — за выдающийся вклад в организацию и развитие научных исследований на Урале
- Орден «За заслуги перед Отечеством» III степени (2024)[1]
- Почётный гражданин города Перми (26 мая 2015) — за выдающиеся личные заслуги в научно-исследовательской деятельности, являющиеся гарантом и стимулом успешного развития научно-технического потенциала города Перми